# Alexandre Millerand

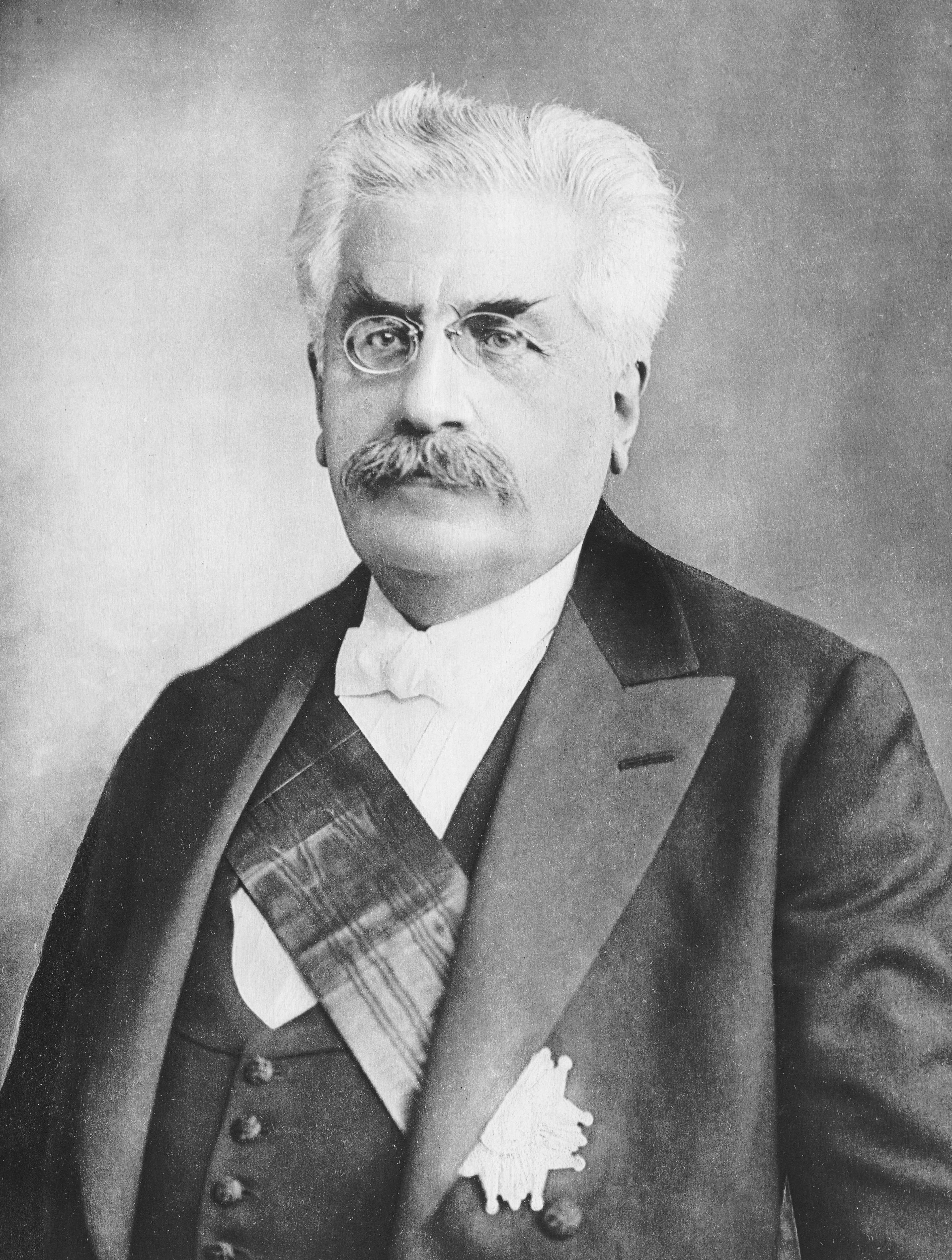
Alexandre Millerand

Alexandre Millerand (Parijs, 10 februari 1859 - Versailles, 7 april 1943) was president van Frankrijk van 23 september 1920 tot 11 juni 1924 en eerste minister van Frankrijk van 20 januari tot 23 september 1920.

## Vroege jaren
Hij studeerde voor advocaat in Parijs en maakte furore door zijn verdediging, samen met Georges Laguerre, van Ernest Roche en Duc-Quercy die verantwoordelijk waren voor de staking in Decazeville in 1883. In 1885 werd hij verkozen als volksvertegenwoordiger in het departement Seine als socialist. In 1892 werd hij in diskrediet gebracht door de staking in Carmaux.

## Opmars naar de macht
Hij was fractieleider van de Franse socialisten (de Parti Socialiste de France), die bestond uit 6 leden, en bleef tot 1896 schrijven in hun krant. Hun programmapunten waren collectieve arbeid en eigendom en internationale arbeidsorganisatie. In juni 1899 kwam hij in het kabinet van Pierre Waldeck-Rousseau als minister van handel en begon met praktische hervormingen zoals het verbeteren van de handelsvloot, het technisch onderwijs, het postsysteem en het verbeteren van de arbeidscondities. Onder zijn bewind werden de pensioenen en de verzekeringen ondergebracht in een direction.

Tijdens zijn ambtstermijn werd hij steeds minder extreemlinks, terwijl men zei dat zijn vertrek de ware marxistische geest van de partij oneer aandeed. In 1903 werd hij uit de partij gezet en bleef opschuiven naar de rechterzijde, in 1910 werd hij lid van de Parti Républicain-Socialiste (Republikeins-Socialistische Partij). In 1920 werd benoemd tot eerste minister door de pas verkozen president Paul Deschanel.

## Presidentschap

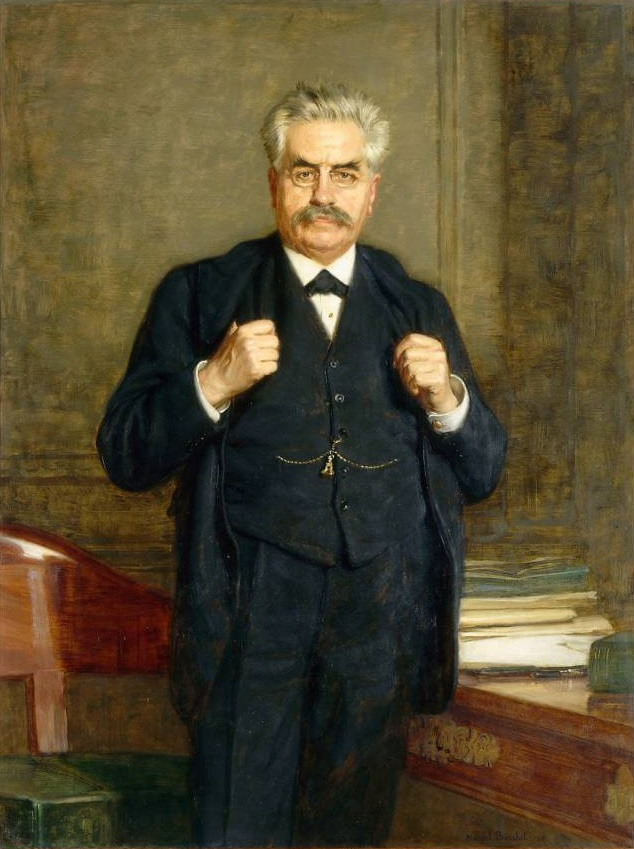
Alexandre Millerand

Wegens mentale gezondheidsreden moest Deschanel aftreden en werd Millerand president als compromisfiguur tussen het Bloc National en het Bloc des Gauches. Als premier koos Millerand Georges Leygues, een politicus met een lange carrière. Diens benoeming werd verhinderd door de Franse Senaat en de Kamer van afgevaardigden. Millerand moest een sterkere figuur benoemen, genaamd Aristide Briand. Zowel links als rechts konden zich vinden in deze benoeming, hoewel de socialisten er aanmerkingen op hadden. Slechts een jaar later werd Briand echter de laan uitgestuurd en vervangen door de conservatief Raymond Poincaré.

Op 14 juli 1922 ontsnapte Millerand aan een aanslag door de Franse anarchist Gustave Bouvet. Twee jaar daarna trad Millerand af omdat de kloof tussen de president en de verkozenen groeide en het Cartel des Gauches een verkiezingsoverwinning behaalde. Gaston Doumergue, voorzitter van de Senaat, werd gekozen als opvolger.

Op 7 april 1943 stierf Alexandre Millerand en werd begraven in het Cimetière de Passy.
Lodewijk Napoleon Bonaparte · Louis Jules Trochu · Adolphe Thiers · Patrice de Mac Mahon · Jules Grévy · Marie François Sadi Carnot · Jean Casimir-Perier · Félix Faure · Émile Loubet · Armand Fallières · Raymond Poincaré · Paul Deschanel · Alexandre Millerand · Gaston Doumergue · Paul Doumer · Albert Lebrun · Vincent Auriol · René Coty · Charles de Gaulle · Georges Pompidou · Valéry Giscard d'Estaing · François Mitterrand · Jacques Chirac · Nicolas Sarkozy · François Hollande · Emmanuel Macron
- Bibliothèque nationale de France: cb119161432 (data)
- Gemeinsame Normdatei: 118784021
- International Standard Name Identifier: 0000 0001 0864 3607
- Library of Congress Control Number: n89616837
- Base Léonore: C/0/13
- Nationale Bibliotheek van Tsjechië: skuk0000882
- Nationale Bibliotheek van Israël: 987007301710805171
- Nationale Bibliotheek van Polen: a0000002377463
- Nederlandse Thesaurus van Auteursnamen: 085438006
- SNAC: w60s3m44
- Système universitaire de documentation: 027030032
- Virtual International Authority File: 4933893
- WorldCat: E39PBJqfDpCWWyrHGH8Tp7HHmd